# 60年代
60年代（ろくじゅうねんだい）は、西暦（ユリウス暦）60年から69年までの10年間を指す十年紀。

## できごと
- この頃からマルコ福音書・マタイ福音書・ルカ福音書が書かれる？
- ペトロおよびパウロ、この頃殉教か？

### 60年
- 60年または61年 - グレートブリテン島でローマ帝国に対するブーディカの乱。

### 64年
- ローマ大火。

### 66年
- 66年-73年 - ローマ帝国に対してユダヤ地方で反乱が始まる。

### 68年
- 68年-69年 - ローマ皇帝ネロの自殺による空位。4皇帝の年。

### 69年
- ヴェスヴィオ山のすそ野にあるエルコラーノやポンペイの賑やかな町が大地震により大損害を受けた[1]。
- 69年-70年 - ローマ属州低地ゲルマニアでバタウィアの乱。

## 主な人物
- ブーディカ : イギリスの女王
- ガイウス・スエトニウス・パウリヌス : ローマ帝国の軍人
- ガイウス・ユリウス・キウィリス : ローマ帝国への反乱の首謀者